# كبلر-413b
كيبلر 413 بي (بالإنجليزية: Kepler-413b)‏ هو كوكب خارج المجموعة الشمسية، وكوكب حول نجم ثنائي، في كوكبة الدجاجة (كوكبة).

## الاكتشاف
اكتشف في 2013.